# Scytalopus whitneyi
Scytalopus whitneyi  (лат.) — вид воробьиных птиц из семейства топаколовых. Видовое название присвоено в честь американского орнитолога Брета М. Уитни.

## История изучения
Вид был описан для науки вместе с Scytalopus frankeae и Scytalopus krabbei, в обширном исследовании Krabbe et al. (2020), и был признан допустимым видом в результате одобрения предложения № 854 Южноамериканского классификационного комитета (SACC) в апреле 2020 года.

## Распространение
Эндемики Анд, обитают на юге Перу. Известны две географически разделенных популяции, хотя могут обитать и в других местах, где они ещё не выявлены.